# Fernando de Andrés
Fernando de Andrés, španski rokometaš, * 23. april 1949, Zaragoza.
Leta 1972 je na poletnih olimpijskih igrah v Münchnu v sestavi španske rokometne reprezentance osvojil 15. mesto.